# خالد محادين
خالد عطا الله المحادين (10 ايار 1941 - 13 أكتوبر 2015)، كاتب صحفي أردني من مواليد الكرك، حاصل على بكالوريس فلسفة من جامعة دمشق.
عمل في ليبيا، بعد عودته للأردن، عمل في وزارة الثقافة، ووزارة الإعلام، وجريدة الرأي الأردنية، والإذاعة، والديوان الملكي الهاشمي، ووكالة الأنباء الأردنية، وجريدة النهضة، وأمانة عمان الكبرى. كان عضواً في رابطة الكتاب الأردنيين، واتحاد الكتاب العرب، ونقابة الصحفيين الأردنية وكان الكاتب الشخصي للملك الحسين بن طلال، كما كتب في وكالة خبرني الإخبارية في زاوية تحت اسم «قل كلمتك ولا تمشي». من أشهر كتاباته مقال تحت عنوان «مشان الله يا عبد الله» والذي كان سبباً مباشراً لحل مجلس النواب في حينه.[بحاجة لمصدر] توفي في عمان في 13 تشرين الثاني بعد صراع مع المرض.

## مؤلفاته
- نسي إنها عذراء (3 قصص) بيروت: منشورات عويدات، 1960.
- صلوات للفجر الطالع (شعر) ط1، عمان: المطبعة الهاشمية، 1969. ط2، عمان: وزارة الثقافة والتراث القومي، 1988
- الحب عبر المنشورات السرية (شعر) طرابلس الغرب: (د.ن) 1976.
- مسافرة في الجراح (شعر) بيروت: (د.ن) 1978.
- بطاقات لا يحملها البريد (نصوص) عمان: وزارة الثقافة والشباب، 1980.
- حصاد الرحلة الحزينة (شعر) عمان: وزارة الثقافة والشباب، 1982.
- رسائل إلى المدينة لم تطهرها النار (نصوص) عمان: وزارة الثقافة والشباب والآثار، 1984.
- آخر الملكات (شعر) عمان (د.ن) 1985.
- أوراق جديدة من دفتر قديم (شعر) عمان: المؤسسة الصحفية الأردنية، 1987.
- ديوان الحجر (شعر) عمان: المؤسسة الصحفية الأردنية، 1990.
- الطرنيب (مجموعة قصصية) عمان: المؤسسة الصحفية الأردنية، 1987.
- الأعمال الشعرية الكاملة، عمان: مطابع المؤسسة الصحفية الأردنية، 1990.
- من دفاتر امرأة متعبة (شعر) عمان: دار آرام، 1993.